# Glen Sobel
Glen Sobel es un baterista estadounidense nacido en Los Ángeles, California, popular por su trabajo en la banda de Alice Cooper desde 2011. También ha tocado con artistas y bandas como Sixx:A.M., Vasco Rossi, Elliott Yamin de American Idol, SX-10, Beautiful Creatures, Impellitteri, Gary Hoey, Tony MacAlpine, Jennifer Batten, Paul Gilbert, Saga, Shark Island, Vivian Campbell, Uli Jon Roth, Jeff Scott Soto, Alcatrazz (con Graham Bonnet), Trev Lukather, Brooks Buford, entre otros.

## Discografía

### Grabaciones
- (2015) Hollywood Vampires - Hollywood Vampires
- (2014) Vasco Rossi - Sono Innocente
- (2013) Alice Cooper - Raise the Dead: Live at Wacken
- (2011) Tina Guo – The Journey
- (2009) Carly Patterson – Back to the Beginning
- (2008) Adrian Galysh – Earth Tones
- (2007) Paul Gilbert – Get Out of My Yard
- (2007) Tiffany – I Think We're Alone Now: '80s Hits and More
- (2006) Jeff Scott Soto – Essential Ballads
- (2006) Shark Island – Gathering of the Faithful
- (2006) Tony MacAlpine – Collection: The Shrapnel Years
- (2005) Varios – An All Star Tribute to Cher
- (2005) Beautiful Creatures – Deuce
- (2005) Gary Hoey – Monster Surf
- (2004) SX-10 – Rhymes in the Chamber
- (2004) Gary Hoey – The Best of Gary Hoey
- (2004) Impellitteri – Pedal to the Metal
- (2004) Various artists – Cypress Thrill (X-Ray)
- (2004) Jeff Scott Soto – Lost in the Translation
- (2004) Varios – Hey! It's a Teenacide Pajama Party!
- (2004) Ken Tamplin and Friends – Wake the Nations
- (2003) Gary Hoey – Ho! Ho! Hoey: The Complete Collection
- (2002) Impellitteri – System X
- (2002) Impellitteri – The Very Best of Impellitteri: Faster Than the Speed of Light
- (2001) Beautiful Creatures – Beautiful Creatures
- (2001) Varios – Straight Out of Cypress
- (2001) Gary Hoey – Best of Ho! Ho! Hoey
- (2000) Impellitteri – Crunch
- (2000) SX-10 – Mad Dog American
- (1999) Gary Hoey – Money
- (1999) Christian Anthony – Naked and Alive
- (1998) Gary Hoey – Hocus Pocus Live
- (1997) Jennifer Batten – Jennifer Batten's Tribal Rage: Momentum
- (1997) Saga – Pleasure & the Pain
- (1993) Tony MacAlpine – Madness

### Bandas sonoras
- (2005) Tom Clancy's Rainbow Six: Lockdown
- (2002) Rollerball
- (2002) Narc
- (2001) Valentine
- (1998) Meet the Deedles